# Alessandro Fabri
Alessandro Fabri (Terni, 2 febbraio 1850 – Terni, 21 luglio 1922) è stato un politico e medico italiano.

## Biografia
Alessandro Fabri, nacque a Terni, il 2 Febbraio 1850, in pieno clima risorgimentale, da Pietro e Teresa Mattilli. Nell'atto di battesimo celebratosi nella Chiesa di San Giovannino al padre viene conferito il titolo di "Illustrissimo", titolo questo dato ai membri delle famiglie non nobili, ma di alta borghesia. Alessandro Fabri cresce nella casa di famiglia nell'odierna via Roma, nel pieno centro cittadino.
Allievo del prof. Guido Baccelli, dopo la laurea in medicina all'Università di Roma prende servizio come medico condotto nel paese di Montefranco, ma viene successivamente chiamato all'ospedale della Consolazione di Roma, come sanitario del sifilicomio. Tornato a Terni, dopo il matrimonio la ternana Ercolina Galassi, figlia del nobile Carlo Galassi e di Carolina dei duchi Cesi, si impegna nella attività politica come consigliere comunale nelle file del Partito Socialista nell'Amministrazione Caraciotti. Dopo aver ricoperto la carica di Assessore nella giunta del Sindaco Faustini, nel 1884 è eletto Sindaco per la prima volta.
Fu inoltre sindaco di Terni altre due volte: nel 1893 e dal 1916 al 1918. Esponente di spicco della Massoneria umbra, militò nella Sinistra Storica, passando poi al Partito Socialista Italiano dal quale venne espulso alla fine dell'Ottocento per la sua estrazione borghese.
Successivamente è Consigliere Provinciale dell'Umbria per oltre 15 anni e per due volte sfiora l'elezione al Parlamento nazionale. Insieme al alcuni politici di Terni, quali il Lazzari, Massarucci e Girolamo Bianchini fondò il periodico l’Unione Liberale e promosse l’istituzione della Sezione di Meccanica dell’Istituto Tecnico insieme al professor Luigi Corradi. Fu inoltre un noto esponente del Circolo Socialista, che nel 1895 è investito dalle istanze operaistiche e rivoluzionarie, che portarono alla nascita del Partito Socialista Italiano. Tuttavia la sua formazione risorgimentale e borghese, lo portò a rifiutare la lotta di classe, una visione politica e sociale di tipo umanitario gli impedì di accettare le teorie marxiste.
Massone, non si sa dove e quando fu iniziato, ma a partire dal 7 luglio 1891 è membro della Loggia Giuseppe Petroni di Terni , della quale fu per tre volte Maestro venerabile: dal 1895 al 1897, dal 1905 al 1907 e dal 1918 al 1920.

## Monumenti e ricordi
A Terni, è ricordato con una targa posta nella casa natale in via Roma. La targa riporta: Medico, politico, filantropo / fu per due volte sindaco di Terni / nella fase di industrializzazione della città / e durante la prima guerra mondiale / Di lui si disse / Passò facendo il Bene

## Pubblicazioni
- Fabri, A. Congresso medico umbro, n. 7; 1907; Terni, Discorso inaugurale del presidente del comitato ordinatore, Terni: l'economica.

- Fabri, A. Dell'opportunità di istituire un sanatorium presso la caduta delle marmore, Comunicazione fatta alla società medica italiana d'idrologia e climatologia nell'adunanza estiva in sangemini il 29 giugno 1897, Firenze: Stab. Tip. Fiorentino, 1897.

- Fabri, A. Dell'opportunità di istituire un sanatorium presso la cascata delle Marmore, Comunicazione fatta in Sangemini il 29 giugno 1897 /Alessandro Fabri, Terni : Tip. Lit. Cooperativa, 1898.

- Fabri, A. Appunti di demografia e d'igiene sulla città di Terni, Tip. l'Unione Liberale, 1886.

- Fabri, A. Dieci anni di presidenza, relazione, Terni : Tipo-Litografia cooperativa, 1898.